# Cimolai
Cimolai SpA est une très importante société italienne, une des plus importantes au monde, spécialisée dans la conception, la construction et l'installation de très grosses structures métalliques.

## Histoire
La société a été fondée en 1949 à Pordenone. La société a débuté dans un atelier pour la production de portails et menuiseries extérieures métalliques.
Dès 1963, l'activité de la société l'oblige à s'agrandir et Armando Cimolai fait construire un grand atelier où il pourra développer ses activités au cours des années 1960 et 1970 en concevant et construisant les structures métalliques de nombreuses usines pour les principales industries de l’époque ENEL, Zanussi, Fiat, Valeo.
En 1974, la croissance de l'activité de la société ne faiblit pas et l'oblige à construire de nouveaux ateliers de fabrications à Polcenigo en 1974, à Roveredo en 1986 et à San Quirino en 1991. Rapidement les ouvrages réalisés par la société en Italie : hall pour avions, ponts routiers, autoroutiers et ferroviaires dont l'Italie abonde, couvertures de stades, font la réputation de la société qui se lance également dans la construction de grues portuaires. Dans les années 1980, la société commence à se développer sur les marchés étrangers.
En 2003, Cimolai investit dans une ligne de production de tubes de forte épaisseur. Pour cela elle doit construire une usine en bordure de mer, à San Giorgio di Nogaro à la pointe nord de l'Adriatique avec un port indépendant pour accueillir les navires de transport mais également pour mettre à l'eau les coques des gros bateaux qu'elle décide aussi de fabriquer dans le cadre d'une diversification.
Au tournant du nouveau millénaire, Cimolai participe à la construction du pont sur le Grand Canal du Havre, du deuxième pont sur la Severn à Bristol et du stade olympique d'Athènes. La société est également engagée dans la mise en œuvre de la plaque tournante du Nouveau World Trade Center à New York, et les portes de l'élargissement du canal de Panama, ainsi que dans la construction du gratte-ciel Intesa Sanpaolo à Turin et le nouveau système de confinement de la centrale de Tchernobyl.
En 2004, la société a élargi ses activités dans la production d'outils spéciaux pour la construction de ponts, de viaducs et de tunnels, les chantiers navals et les industries avec la création d'une filiale, la société Cimolai Technology.
À partir de 2011, Cimolai saisit l'occasion de croissance externe en rachetant plusieurs sociétés :
- Fabris Srl, entreprise italienne spécialisée dans la mécanique,
- Zwahlen & Mayr SA, importante société suisse de charpente métallique qui fabrique également des tubes tréfilés.

À cette même période, Cimolai acquiert un terrain de 28 hectares à Monfalcone et y construit un nouvel atelier de 46 700 m2.
En 2014, l'expansion du groupe se fait à l'étranger en créant la société JVK-Cimolai à Tcheliabinsk (Russie) pour la production de structures métalliques.
En 2015, le groupe crée 3 nouvelles filiales :
- C&S Walss Srl, société spécialisée dans la fabrication et la pose de façades,
- Cimolai Energy Srl, pour la fabrication de composants pour le secteur Oil&gas,
- Cimolai Heavy Lift Srl, société de service chargée de la manutention et le montage des grandes structures métalliques.

En 2017, le développement et la diversification se poursuivent avec de nouvelles filiales :
- E.C. Project Srl, bureau d'études et producteur de matériaux et revêtements extérieurs pour tous bâtiments de logements ou industriels,
- Cimolai Rimond Middle East General Contracting LLC à Abu Dhabi, implantation commerciale locale du groupe,
- Cimolai Rimond Middle East General Contracting LLC à Dubai, implantation commerciale locale du groupe.

Cette même année, toutes les unités du groupe Cimolai ont reçu la certification ISO 14001.

## Répartition de l'activité
La société Cimolai SpA est présente dans 58 pays dans le monde.
Son chiffre d'affaires a été de 525 millions d'euros en 2017 et a mis en œuvre 180 000 tonnes d'acier :
- 34 % en Italie,
- 27 % en Amérique,
- 22 % au Moyen Orient,
- 13 % en Europe (hors Italie),
- 4 % en Afrique.

### Les différents secteurs d'activité
L'activité de la société, en co-traitance, en marché direct ou en General contractor est ainsi répartie :
- Ponts :passerelles, ponts et viaducs : pour piétons, routes et autoroutes, voies ferrées et lignes grande vitesse
- Enceintes couvertes : centres sportifs, arènes et stades, etc.
- Bâtiments : édifices de tous types, usines, entrepôts de très grandes dimensions, halls d'assemblage d'avions, etc.
- Ouvrages spéciaux à la demande, tels que :
  - portes des nouvelles écluses du canal de Panama
  - coques des 3 paquebots de Seabourn Cruise Line,
- Équipements de manutention : cette activité, gérée à l'origine comme les autres secteurs d'activité a fait l'objet d'une activité indépendante avec la création, en 2004, de la filiale Cimolai Technology SpA.
- Transports exceptionnels : ce secteur d'activité est étroitement lié à la réalisation de gros ouvrages en charpente métallique. Quelques exemples spectaculaires sur le site de la société[2]

## Principales réalisations
Nota : les dates mentionnées sont celles de la mise en service effective ou programmée des ouvrages.
- Portes des 16 nouvelle écluses du canal de Panama (16 portes de 4.300 tonnes de 60 m de longueur, 10 m d'épaisseur et 33 m de hauteur)[3]
- coques des 3 paquebots de Seabourn Cruise Line : Seabourn Odyssey (2008) - Sojourn (2009) & Quest hulls (2010) de 32.000 tonnes chacune,
- 23 parois du MOSE de Venise (2014)[4]
- Stade national de Varsovie (2012)
- Stade de Luxembourg (2019)
- Hall d'assemblage final de l'A380 à Toulouse (2004)
- Stade Olympique d'Athènes Oaka Grèce - Structure en arc avec membrane de couverture pour les jeux Olympiques de 2004
- Arche de confinement de Tchernobyl
- Gratte-ciel Intesa Sanpaolo à Turin (2015)
- 4 plateformes et caissons flottants pour le renflouement du Costa Concordia (2013) Île de Giglio
- Tls for pioneering spirit - équipement off-shore pour démanteler les plateformes pétrolières en mer (2015des plateformes pétroliè))[5]
- Structures on-shore TENGIZ au Kazakhstan - 5 bâtiments préfabriqués à structure modulaire de 16 m de large, 58 m de longueur et 22 m de hauteur devant abriter des centrales électriques, (2017)))[6]

## Quelques ponts & viaducs

### Italie
- Ponte collegamento asse Nord-Sud - pont à haubans à Bari 626 m (2015)
- Pont sur l'Adda (2009)
- Pont de Bacchiglione - pont autoroutier de 131 m sur l'autoroute A31 (2012)
- Pont de Cadore (1985)
- Pont "Centrale" Autoroute A1 à Reggio d'Émilie (2006)
- Pont Laterale Nord - Pont haubané en semi-harpe Reggio d'Émilie (2007)
- Pont Laterale Sud - Pont haubané en semi-harpe Reggio d'Émilie (2007)
- Pont Settimia Spizzichino - pont treillis en arc de 160 m Roma G.R.A. (2012)
- Pont de Vadena - pont bow-string Bolzano (1998)
- Viaduc Fragneto (1994)
- Viaduc de Padoue Est (2007)
- Viaduc de Platano - Salerne (1978)
- Viadotto Vela - poutres caissons Trente

### France
- Pont sur le Grand Canal du Havre (1994)
- Pont Jacques-Chaban-Delmas, pont de 430 m de longueur et 45 m de largeur,  travée centrale levante (53 m) meurant 117 m de longueur (2013),
- Pont Raymond-Barre Lyon (2013) viaduc routier de 260 mètres.
- Passerelle du Tégéval à Créteil
- LGV Est européenne lots 13 & 27 (2007)
- LGV Méditerranée (2001)
- Nouveau pont ferroviaire d'Oissel[7] (2009),
- Pont de Bussy-le-Château (2004)
- Pont de la Paix (2010)
- Pont de Rion-Antirion (2004)
- Route des Tamarins (2009)
- Viaduc aval sur la Durance - (LEO) (2009), viaduc de l'autoroute A7 de 740 m,
- Viaduc de Cavaillon, viaduc pour LGV Méditerranée de 1.500 m (2000),
- Viaduc de Cheval-Blanc (2001) viaduc pour LGV Méditerranée de 900 m,
- Viaduc du Chavanon Merlines (2000) viaduc autoroutier 360 m,
- Viaduc de Culoz (2008),
- Viaduc du Littoral,
- Viaduc de l'Orxois - Pont mixte à poutres métalliques pour ligne LGV au-dessus de l'A4 longueur 165 m à Lucy-le-Bocage (2007)
- Viaduc de la ravine Fontaine (2009)
- Viaduc de Port-la-Nouvelle - pont routier sur l'Aude (1995).

### Autres pays

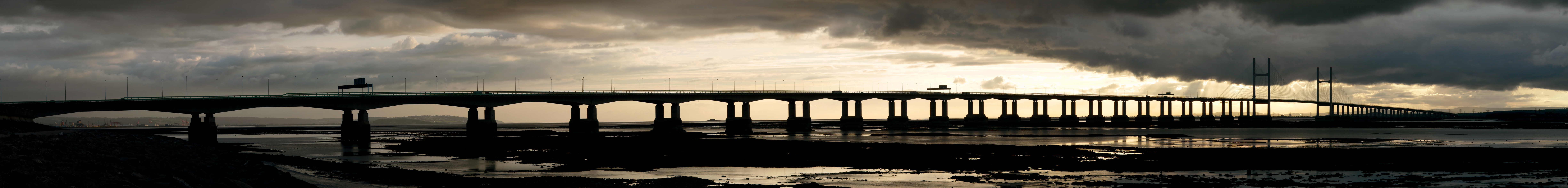
Vue panoramique du viaduc sur la Serven (5.128 m)

- The Celtic Gateway Bridge - Passerelle en acier inoxydable de 160 m à Holyhead Pays de Galles (2006)
- Pont de la Paix à Tbilissi en Géorgie - passerelle piétonne couverte de 160 m (2010),
- Deuxième pont sur la Severn - viaduc autoroutier (Pays de Galles) (1996)
- Gade Valley Viaducts (viaduc autoroute M25 en Angleterre)
- Viaduc de l'Altwipfergrund - Autoroute A71 Thuringe Allemagne 280 m (2001)
- Viaduc de Haiger - Autoroute A45 Hesse Allemagne 801 m (2002)
- Viaduc de Mirna Croatie (2005)
- Viaduc de Tlemcen Algérie - viaduc pour ligne à grande vitesse 2.794 m,
- Viaduc de Vockerode - Autoroute A71 Thuringe Allemagne 288 mètres (2000)
- Wainwright Bridge - Blackburn Grande-Bretagne (2008)